# San José (Manizales)
La comuna San José, antes denominada comuna 2, es una de las 12 comunas de Manizales, limita con las comunas de Atardeceres, Cumanday, Estación y Ciudadela del Norte, y se encuentra conformada por 8 barrios.

## Historia
El terreno, a finales del siglo XIX, era geográficamente abrupto, todo por pequeñas quebradas profundas, aguas que bajaban desde el centro de la ciudad, como la quebrada del Mico que corría por la hoy calle 24, cruzaba la carrera 19 y siguientes, al norte, para luego caudalosa precipitarse hasta donde está la actual Plaza de Mercado y desembocar torrentosa en el río Olivares, de donde toma el nombre la pequeña improvisada plazuela del mico, después llamado parque Colón y que más finalmente pasaría a llamarse plaza de San José, con el inicio de la construcción de la iglesia homónima en 1902, y concluida en 1915.

## División
La comuna está conformada por 8 barrios, los cuales son:
| - Asís - Avanzada - Colón - Delicias | - Estrada - Galán - San Ignacio - San José |

## Sitios de interés
Colón
- La Galería (Plaza de mercado)

San José
- Casa de la Cultura de San José
- Instituto Manizales
- Cruz Roja Colombiana